# 大空の遺書
『大空の遺書』（おおぞらのいしょ）は、日本の劇映画である。大都映画製作。1941年作品。原作は1940年に刊行された手記。作者の間瀬一惠は間瀬平一郎の妻。
日本海軍の名パイロットとして活躍し、1937年11月に偵察に出発したまま帰還することのなかった間瀬平一郎の生涯を描いた伝記映画である。

## スタッフ
- 監督 - 益田晴夫
- 原作 - 間瀬一惠（間瀬平一郎の妻）
- 脚本 - 鈴木重三郎、武蔵賛平
- 撮影 - 富沢恒夫

## 出演
- 近衛十四郎
- 琴糸路
- 黒須光彦
- 橘喜久子
- 香取栄二
- 佐久間妙子
- 板垣伊久雄

| スタブアイコン | サブスタブ | この項目は、まだ閲覧者の調べものの参照としては役立たない、映画に関連した書きかけの項目です。この項目を加筆・訂正などしてくださる協力者を求めています（P:映画/PJ:映画）。 |